# Дубе (Малопольське воєводство)
Дубе (пол. Dubie) — село в Польщі, у гміні Кшешовиці Краківського повіту Малопольського воєводства.
Населення — 200 осіб (2011).
У 1975-1998 роках село належало до Краківського воєводства.

## Демографія
Демографічна структура станом на 31 березня 2011 року:
|          | Загалом | Допрацездатний вік | Працездатний вік | Постпрацездатний вік |
| -------- | ------- | ------------------ | ---------------- | -------------------- |
| Чоловіки | 100     | 15                 | 73               | 12                   |
| Жінки    | 100     | 20                 | 56               | 24                   |
| Разом    | 200     | 35                 | 129              | 36                   |